# Arhopala serpa
Arhopala serpa är en fjärilsart som beskrevs av Hans Fruhstorfer 1899. Arhopala serpa ingår i släktet Arhopala och familjen juvelvingar. Inga underarter finns listade i Catalogue of Life.